# San Marino op het Eurovisiesongfestival 2018

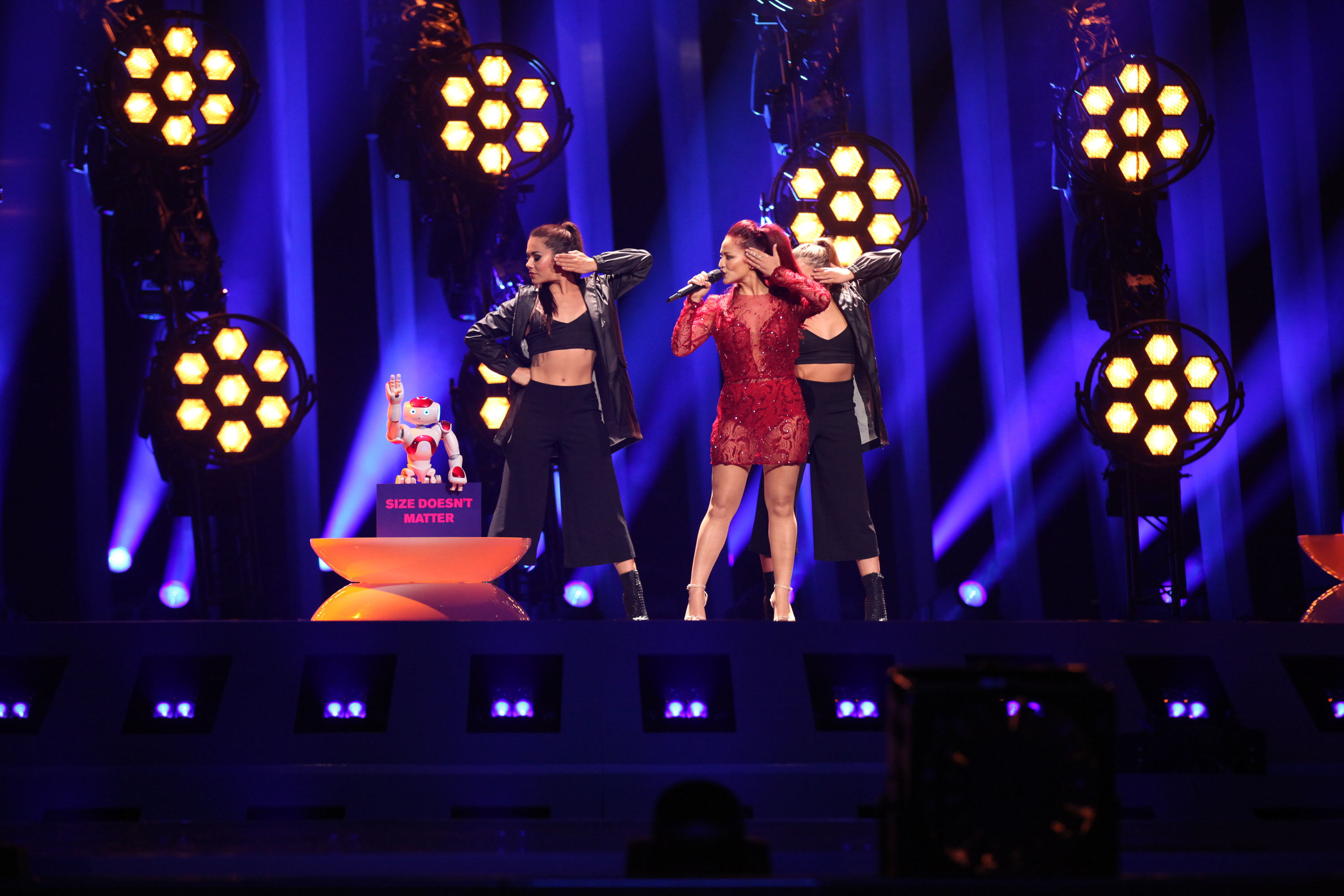
Jessika and Jenifer Brening zongen Who We Are tijdens de tweede halve finale van het Eurovisiesongfestival 2018.

San Marino nam deel aan het Eurovisiesongfestival 2018 in Lissabon, Portugal. Het was de negende deelname van het land aan het Eurovisiesongfestival. SMRTV was verantwoordelijk voor de San Marinese bijdrage voor de editie van 2018.

## Selectieprocedure
Op 17 oktober 2017 maakte de San Marinese openbare omroep de selectieprocedure voor het aankomende Eurovisiesongfestival bekend. Na jaren van interne selecties werd gekozen voor een nationale finale. De zoektocht voor een geschikte artiest verliep via een internetcasting. Het maakte daarbij niet uit in welk genre werd gezongen of van welke nationaliteit de deelnemende artiest is.
De inschrijving liep via de site www.1in360.com tot en met 30 november 2017. Een panel koos uiteindelijk tien kandidaten voor de shows die via internet werden uitgezonden.
Op 23 december 2017 maakte de San Marinese omroep de shortlist bekend met de gekozen artiesten uit de internetselectie; Emma Sandström (Finland), Giovanni Montalbano (Italië), Irol (San Marino), Camilla North (Noorwegen), Franklin Calleja (Malta), Jenifer Besky (Duitsland), Jessika Muscat (Malta), Judah Gavra (Israël), Sebastian Schmidt (Duitsland), Sara de Blue (Oostenrijk) en Tinashe Makura (Zimbabwe) zijn de deelnemers aan de (internet)show.
Franklin Calleja en Jessika Muscat namen al eerder deel aan Maltese finales voor het songfestival.

### Finale
Tijdens de finale had iedere kandidaat twee nummers. Zangeres Jessika schakelde voor Who We Are in eerste instantie de hulp in van rapper Irol afkomstig uit San Marino die een van de andere kandidaten was. Samen met hem zong ze het nummer in de halve finale waarin de jury voor iedere kandidaat een nummer koos. Irol vond bij nader inzien het nummer niet bij hem passen en hield het in de finale bij zijn eigen nummer. In allerijl werd de Duitse Jenifer Brening ingeschakeld om het rapdeel voor haar rekening te nemen. Het leverde hen uiteindelijk de eerste plek op.
Opvallend was dat de finale niet plaats vond in San Marino maar in Bratislava, Slowakije.
| artiest                       | lied                      | jury | Crowdfundingstemming | totaal | eindplaats |
| ----------------------------- | ------------------------- | ---- | -------------------- | ------ | ---------- |
| Camilla North                 | "Yo no soy tu chica"      | 5    | 12                   | 17     | 5          |
| Judah Gavra                   | "Stay"                    | 0    | 1                    | 1      | 11         |
| Tinashe Makura                | "Free Yourself"           | 3    | 3                    | 6      | 7          |
| Giovanni Montalbano           | "Per quello che mi dai"   | 6    | 12                   | 18     | 4          |
| IROL feat. Basti              | "Sorry"                   | 2    | 0                    | 2      | 10         |
| Jessika feat. Jenifer Brening | "Who We Are"              | 10   | 12                   | 22     | 1          |
| Basti                         | "Stay"                    | 1    | 4                    | 5      | 9          |
| Emma Sandström                | "Diamonds"                | 4    | 2                    | 6      | 7          |
| Sara de Blue                  | "Out of the Twilight"     | 8    | 12                   | 20     | 2          |
| Jenifer Brening               | "Until the Morning Light" | 7    | 12                   | 19     | 3          |
| Franklin Calleja              | "Stay"                    | 12   | 5                    | 17     | 5          |

## In Lissabon
San Marino trad aan in de tweede halve finale, op donderdag 10 mei 2018. Jessika en Jenifer traden als vierde aan, net na de Servische inzending. In de einduitslag eindigde het ministaatje op de zeventiende en voorlaatste plaats met 28 punten, niet genoeg om te mogen deelnemen aan de finale.